# Linisa ariadnae
Linisa ariadnae is een slakkensoort uit de familie van de Polygyridae. De wetenschappelijke naam van de soort werd voor het eerst geldig gepubliceerd in 1848 door L. Pfeiffer als Helix ariadnae.